# Musique tchadienne

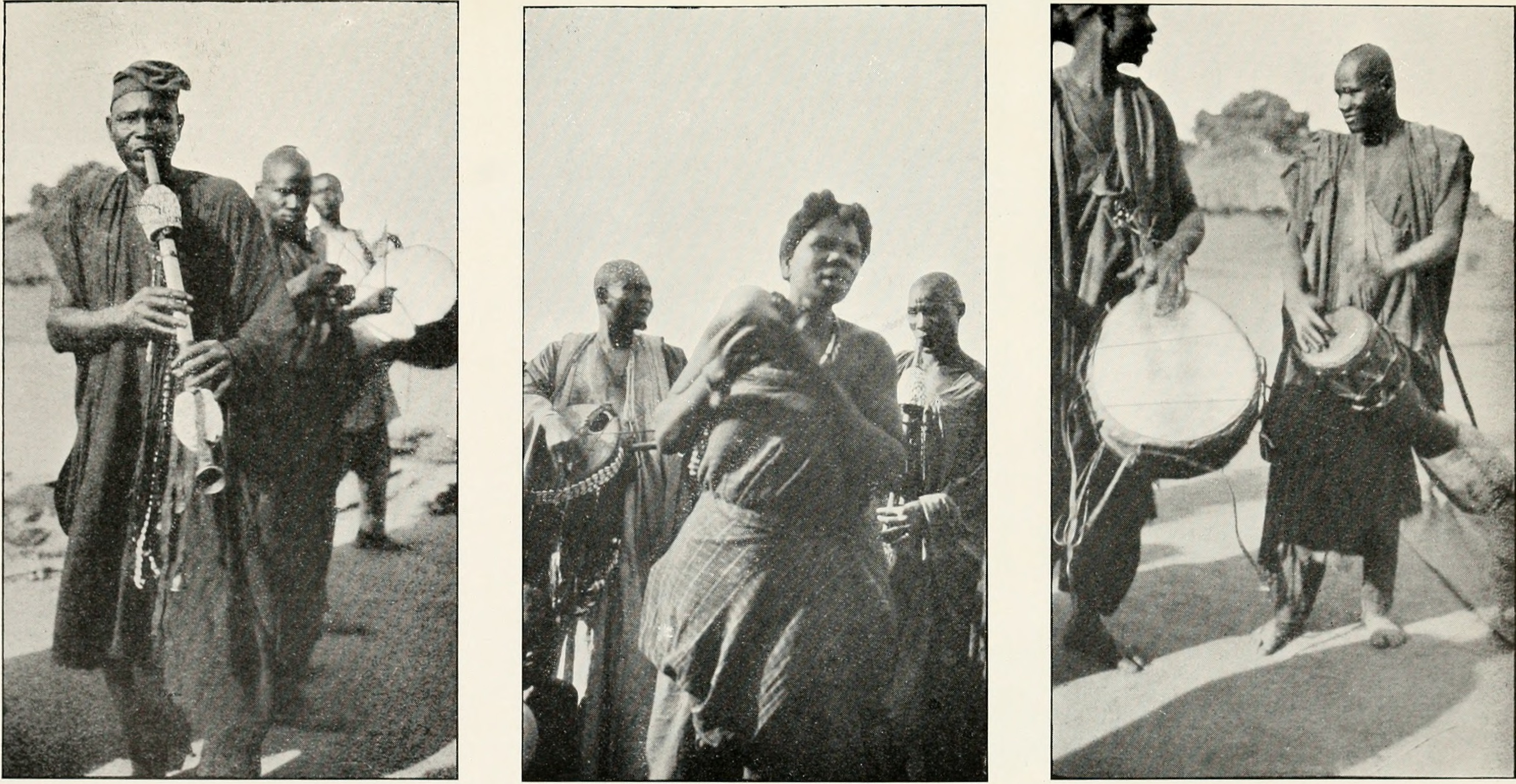
Musiciens kotoko.

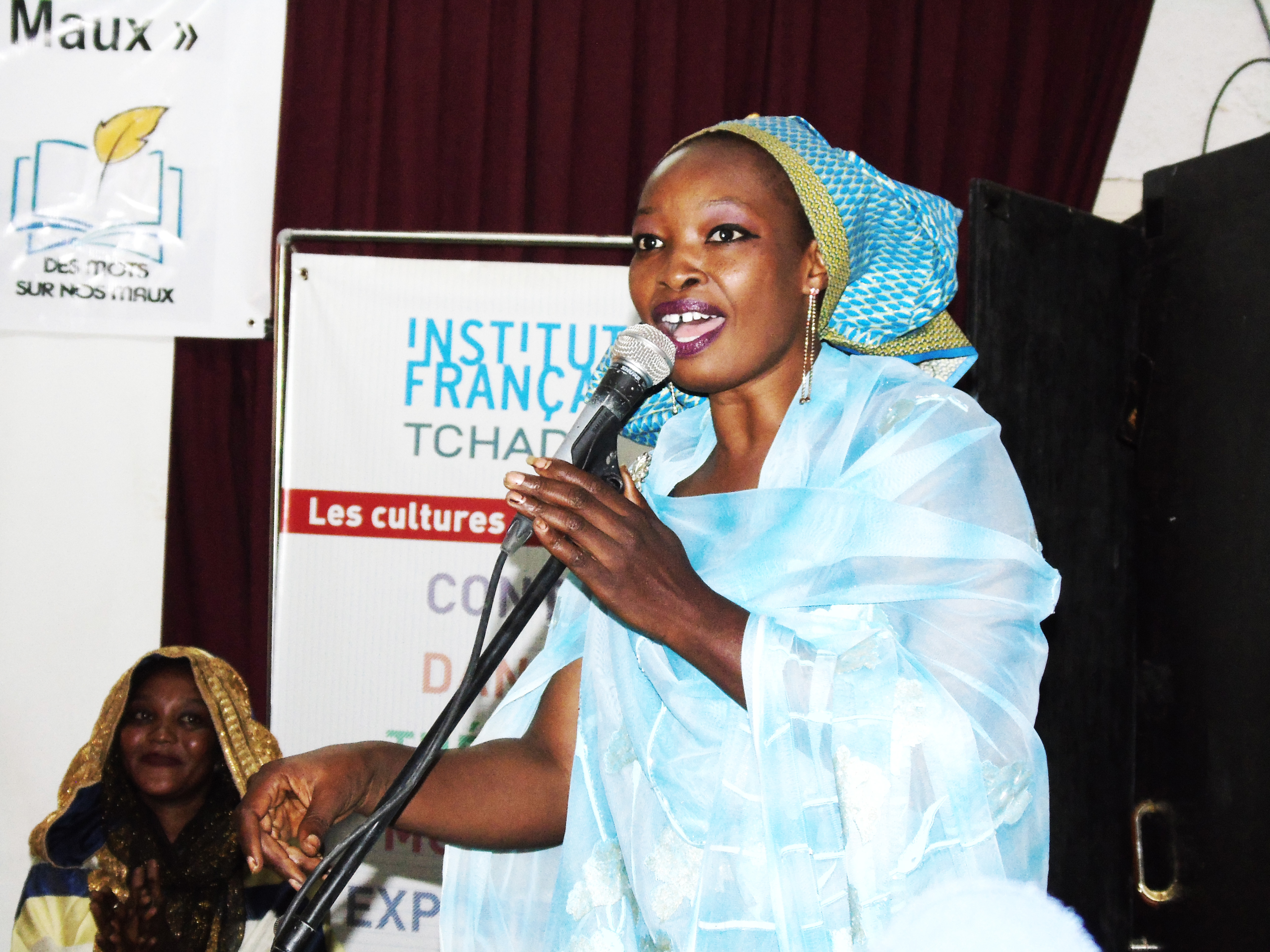
La chanteuse Mounira Mitchala.

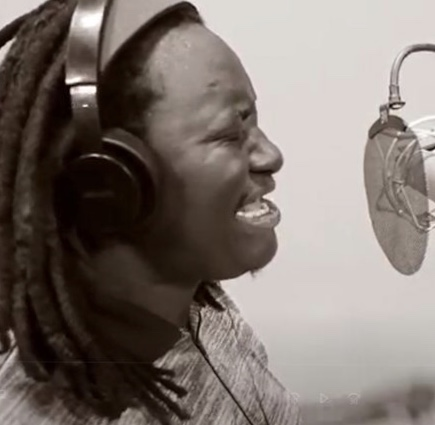
Abdoulaye Nderguet en studio.

La musique tchadienne est composée de variétés musicales traditionnelles chantées dans les langues locales mais aussi en français ou en anglais. La culture tchadienne est très riche car le Tchad compte de très nombreuses langues. La diversité des peuples et Ethnies du Tchad a permis le développement de toute une variété de danses.
Les figures les plus connues de la musique tchadienne sont entre autres : Abdoulaye Nderguet, Talino Manu, Ahmed Pecos, Maître Gazonga, Matibeye Geneviève, Kadeux, Cidson Alguewi, aleb Rimtobaye, Mounira Mitchala, Kaar Kaas Sonn, Jorio Stars, Yasmine Abdallah, Tarpadé (Tonton le Blanc) et Mawndoé.

## Musique populaire
Après l'indépendance, le Tchad, comme la plupart des autres pays africains, commence rapidement à produire de la musique populaire, principalement dans un style similaire à la musique soukous de la république démocratique du Congo. Les styles de musique populaire tchadienne comprennent le saï, qui utilise des rythmes de la partie sud du Tchad - ce style est popularisé par un groupe appelé Tibesti. Parmi les autres groupes, on peut citer Sahel's International Challal et African Melody, et parmi les musiciens, le guitariste Ahmed Pecos, influencé par la musique soudanaise, et le musicien tchado-français Clément Masdongar.

## Musique traditionnelle

### Teda
Les Teda vivent dans la région des montagnes du Tibesti. Leur musique folklorique s'articule autour des instruments à cordes des hommes et de la musique vocale des femmes. Les instruments à cordes, comme le keleli, sont utilisés pour « parler au nom » des interprètes masculins, car il est considéré comme inapproprié pour un homme de chanter devant une femme adulte.

### Instruments
Les instruments traditionnels tchadiens comprennent le hu hu (instrument à cordes avec haut-parleurs en calebasse), le kakaki (corne en étain), les maracas, le luth, le kinde (harpe à archet) et divers types de cornes. D'autres instruments sont la flûte et les tambours du Kanembu, le balaphone, le sifflet, la harpe et les tambours kodjo des Sara, tandis que les Baguirmiens sont connus pour leur musique de tambour et de cithare, ainsi que pour une danse folklorique dans laquelle un combat simulé est mené entre des danseurs brandissant de grands pilons. 